# Jiří Dienstbier (Politiker, 1969)

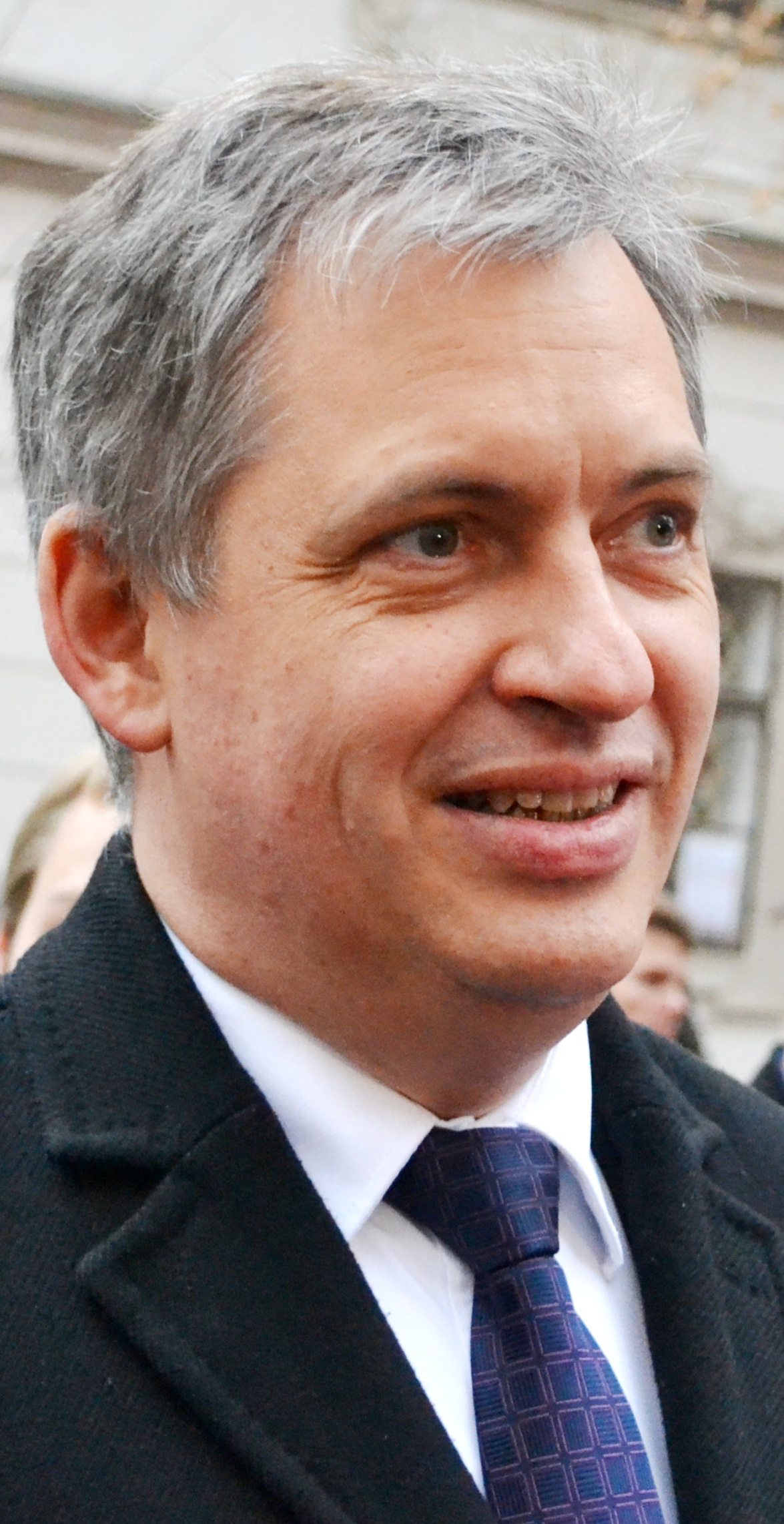
Jiří Dienstbier (2015)

Jiří Dienstbier (* 27. Mai 1969 in Washington, D.C.) ist ein tschechischer Politiker. Er war von 2011 bis 2013 Vizevorsitzender der Sozialdemokratischen Partei (ČSSD) und kandidierte bei der Präsidentschaftswahl 2013. Von 2011 bis 2020 war er Senator.

## Werdegang
Jiří Dienstbier Junior ist der Sohn von Jiří Dienstbier Senior und Zuzana Dienstbierová. Er kam in Washington D.C. zur Welt, als sein Vater dort als Korrespondent des tschechoslowakischen Rundfunks tätig war; er besitzt daher auch die Staatsangehörigkeit der USA. Nach der Rückkehr der Eltern in die Tschechoslowakei 1969 engagierten sich diese in der Dissidentenbewegung und gehörten beide zu den ersten Unterzeichnern der Charta 77 Dies beeinflusste auch die Jugend von Jiří Dienstbier Junior: Als er vier Jahre alt war, wurde sein Vater zu drei Jahren Haft wegen oppositioneller Tätigkeit verurteilt; er selber wurde gebrandmarkt, im April 1982 wegen angeblichen Diebstahls auf der Straße verhaftet, er durfte nicht seinem Wunsch nachgehen und weder eine Sprachenschule noch ein Gymnasium besuchen. Erst später durfte er eine Mittelschule für Maschinenbau besuchen, an der er 1988 die Matura ablegte.
In der Revolutionszeit um 1989 gehörte Dienstbier zu den Mitbegründern der unabhängigen studentischen Bewegung STUHA, die sich gegen das kommunistische Regime engagierte.
1997 schloss Dienstbier ein Studium der Rechtswissenschaft an der Prager Karls-Universität ab. Seit 1998 arbeitet er als selbstständiger Anwalt.

## Politische Karriere
In den Jahren 1990 bis 1992 war Jiří Dienstbier Abgeordneter der Föderativen Versammlung der Tschechoslowakei. Zwischen 1994 und 1998 sowie von 2006 bis 2010 war er Stadtvertreter für den Wahlbezirk Prag 2. Im Jahr 1997 trat er der ČSSD bei.
Ab Juli 2010 fungierte er als Schattenminister für Justiz. Er war Kandidat der Sozialdemokraten für das Amt des Prager Oberbürgermeisters bei den Kommunalwahlen im Oktober 2010, bei denen die ČSSD ihr bis dato bestes Ergebnis erreichte.
Im März 2011 wurde er bei den Ergänzungswahlen im Wahlkreis seines Vaters für den Wahlbezirk Nr. 30 Kladno zum Senator und damit zum Mitglied des Parlaments gewählt. Die Nachwahlen waren nach dem Tod seines Vaters als amtierender Senator notwendig geworden. Am 18. März 2011 wurde er auch Vizevorsitzender der ČSSD. Im Mai 2012 wurde er zum Kandidaten der ČSSD für die Präsidentschaftswahl am 12. Januar 2013 gewählt. Er erreichte mit 16,12 Prozent Platz 4 und verfehlte somit den Einzug in die Stichwahl.
Obwohl Dienstbier nach Meinungsumfragen zu den beliebtesten Politikern des Landes zählte, wurde er im März 2013 nicht in seiner Funktion als stellvertretender Parteivorsitzender der Sozialdemokraten bestätigt, die er ab 2011 innehatte.
Dienstbier gehörte ab Januar 2014 der Regierung Bohuslav Sobotka als Vorsitzender des Legislativrates an. Er wurde am 29. Januar 2014 zum Minister für Menschenrechte und Chancengleichheit berufen. In dieser Funktion wurde er im Dezember 2016 durch Jan Chvojka ersetzt. Bei den Senatswahlen 2014 konnte Dienstbier sein Mandat erfolgreich verteidigen. Bei den Senatswahlen 2020 trat er erneut für die ČSSD in seinem Wahlkreis in Kladno an. Mit lediglich 8,8 % der Stimmen im ersten Wahlgang verpasste er aber bereits den Einzug in die Stichwahl und schied so aus dem Senat aus. Gewählt wurde die Gegenkandidatin der Piratenpartei.
Im Juni 2025 trat er aus der ČSSD aus.

## Trivia
Bis zu seinem 21. Lebensjahr wusste der in Washington geborene Dienstbier nicht, dass er die US-amerikanische Staatsbürgerschaft besaß. Seine Eltern verheimlichten ihm dies und machten nur Andeutungen. Erst als er 1990 mit weiteren Studenten, mit denen er einen Sprachkurs belegen wollte, das Visum in der Botschaft in Prag beantragte, wurde ihm dies – als Begründung für die Ablehnung des Antrags – mitgeteilt.